# Fonovisa Records

A Fonovisa Records egy 1984-ben alapított spanyol nyelvű amerikai lemezkiadó társaság, amelynek fő profilja a mexikói zene. Több ismert latin művész szerződött már hozzájuk, köztük például Enrique Iglesias és Thalía.  2001 végéig a Televisa társasághoz tartozott, amelytől az Univision Music Group kiadócsoport felvásárolta. 2008 májusában az Universal Music Group felvásárolta az Univision Music Groupot, így megalakult az Universal Music Latin Entertainment, amelynek a Fonovisa jelenleg tagja. Vezetőségének székhelye a Kaliforniában, a Los Angeles-i Woodland Hills kerületben van.

## Külső hivatkozások
- Fonovisa Records (hivatalos honlap)
- Universal Music Latin Entertainment

## Fordítás
- Ez a szócikk részben vagy egészben a Fonovisa Records című angol Wikipédia-szócikk fordításán alapul.  Az eredeti cikk szerkesztőit annak laptörténete sorolja fel. Ez a jelzés csupán a megfogalmazás eredetét és a szerzői jogokat jelzi, nem szolgál a cikkben szereplő információk forrásmegjelöléseként.